# إرنست بليث
إرنست بليث (بالإنجليزية: Ernest Blyth)‏ هو سياسي أسترالي، ولد في 11 يوليو 1872 في أستراليا، وتوفي في 1 نوفمبر 1933 في أستراليا. انتخب عضو مجلس نواب تسمانيا.